# Plateosaurus gracilis
Plateosaurus gracilis (лат.) — вид динозавров из семейства платеозаврид, обитавших во времена позднетриасовой эпохи (норийский век) на территории современной Германии. Ранее выделялся в отдельный род Sellosaurus.

## Этимология
Видовое название переводится как «изящный».
Невалидное родовое название «Sellosaurus», используемое для обозначения монотипического рода, в который включали этот вид, происходит от лат. sella — «стул; кресло; седло», и др.-греч. σαῦρος — «ящер; ящерица».

## Описание
Plateosaurus gracilis являлся типичным прозавроподом. Его задние конечности были длиннее и мощнее передних, из чего следует, что большую часть жизни Plateosaurus gracilis, видимо, передвигался именно на задних конечностях. Хвостовые позвонки имели седлообразную форму.
В 2010 году Грегори Скотт Пол оценил среднюю длину данного платеозаврида в 5 метров. Согласно его оценке, весил этот динозавр 30 килограммов. 

## История изучения
В 1861 году немецкий палеонтолог Герман фон Мейер описал образец SMNS 4388, обнаруженный в формации Лёвенштейн, представлявший из себя правую верхнюю челюсть. В 1908 году Фридрих фон Хюне ошибочно отнёс её к новому виду текондонтозавров, получившему название Thecodontosaurus hermannianus. 
В конце девятнадцатого века палеонтолог Сикст Фридрих Якоб фон Капфф обнаружил в отложениях формации Лёвенштейн практически полный фоссилизированный скелет, у которого отсутствовал череп, получивший номер SMNS 5715. В 1905 году Хюне отнёс его к новому виду, получившему название Sellosaurus gracilis, и классифицировал его как представителя монотипического рода Sellosaurus.
Помимо Thecodontosaurus hermannianus и Sellosaurus gracilis, в 1908 году Фридрих фон Хюне описал Plateosaurus fraasi, чьё видовое название выражало честь Эберхарду Фраасу. В 1914 году вид был отнесён в роду Sellosaurus, таким образом получив название Sellosaurus gracilis. В 1915 году в Троссельбахе был найден окаменелый череп, который крайне сильно напоминал SMNS 4388, в связи с чем фон Хюне переименовал вид в Sellosaurus hermannianus. Исследование, проведённое Хюне в 1926 году, показало, что Sellosaurus hermannianus синонимичен Sellosaurus gracilis.
В 2003 году австралийский палеонтолог Адам Йетс установил, что вид Sellosaurus gracilis следует относить к роду платеозавров и переименовал его в Plateosaurus gracilis.
На данный момент у палеонтологов имеется около двух десятков фоссилизированных черепов Plateosaurus gracilis и несколько его окаменелых скелетов.

## Систематика
Первоначально Plateosaurus gracilis относили к ныне невалидному роду Sellosaurus. По состоянию на август 2020 года он считается подчинённым таксоном рода платеозавров.